# 畢節市
畢節市（ひっせつ-し）は中華人民共和国の貴州省に位置する地級市。

## 地理
貴州省の西部に位置し、遵義市、貴陽市、安順市、六盤水市、四川省瀘州市、雲南省昭通市、雲南省曲靖市に接する。長江支流で、貴州省を横断する大河・烏江の源流にあたる。

## 行政区画
1市轄区・1県級市・5県・1自治県を管轄下に置く。
- 市轄区：
  - 七星関区
- 県級市：
  - 黔西市
- 県：
  - 大方県・金沙県・織金県・納雍県・赫章県
- 自治県：
  - 威寧イ族回族ミャオ族自治県

| 畢節市の地図                                                                     |
| -------------------------------------------------------------------------------- |
| 七星関区 大方県 黔西市 金沙県 織金県 納雍県 赫章県 威寧イ族回族 · ミャオ族自治県 |

### 年表
この節の出典

#### 畢節地区
- 1949年10月1日 - 中華人民共和国貴州省畢節専区が成立。畢節県・大定県・黔西県・金沙県・織金県・納雍県・赫章県・威寧県・水城県が発足。(9県)
- 1954年9月11日 - 威寧県が自治区に移行し、威寧イ族回族自治区となる。(8県1自治区)
- 1955年1月7日 - 威寧イ族回族自治区が県制施行し、威寧イ族回族ミャオ族自治県となる。(8県1自治県)
- 1958年2月16日 - 大定県が大方県に改称。(8県1自治県)
- 1965年11月29日 - 水城県の一部が分立し、地級行政区の水城鉱区となる。(8県1自治県)
- 1966年2月22日 - 水城県・威寧イ族回族ミャオ族自治県の各一部が水城鉱区と合併し、水城特区が発足。(1特区8県1自治県)
- 1970年8月8日 - 畢節専区が畢節地区に改称。(1特区8県1自治県)
- 1970年12月2日 (7県1自治県)
  - 水城特区が六盤水地区に編入。
  - 水城県が六盤水地区水城特区に編入。
- 1993年12月10日 - 畢節県が市制施行し、畢節市となる。(1市6県1自治県)
- 2011年10月22日 - 畢節地区が地級市の畢節市に昇格。

#### 畢節市
- 2011年10月22日 - 畢節地区が地級市の畢節市に昇格。(1区6県1自治県)
  - 畢節市が区制施行し、七星関区となる。
- 2021年3月16日 - 黔西県が市制施行し、黔西市となる。(1区1市5県1自治県)

## 交通

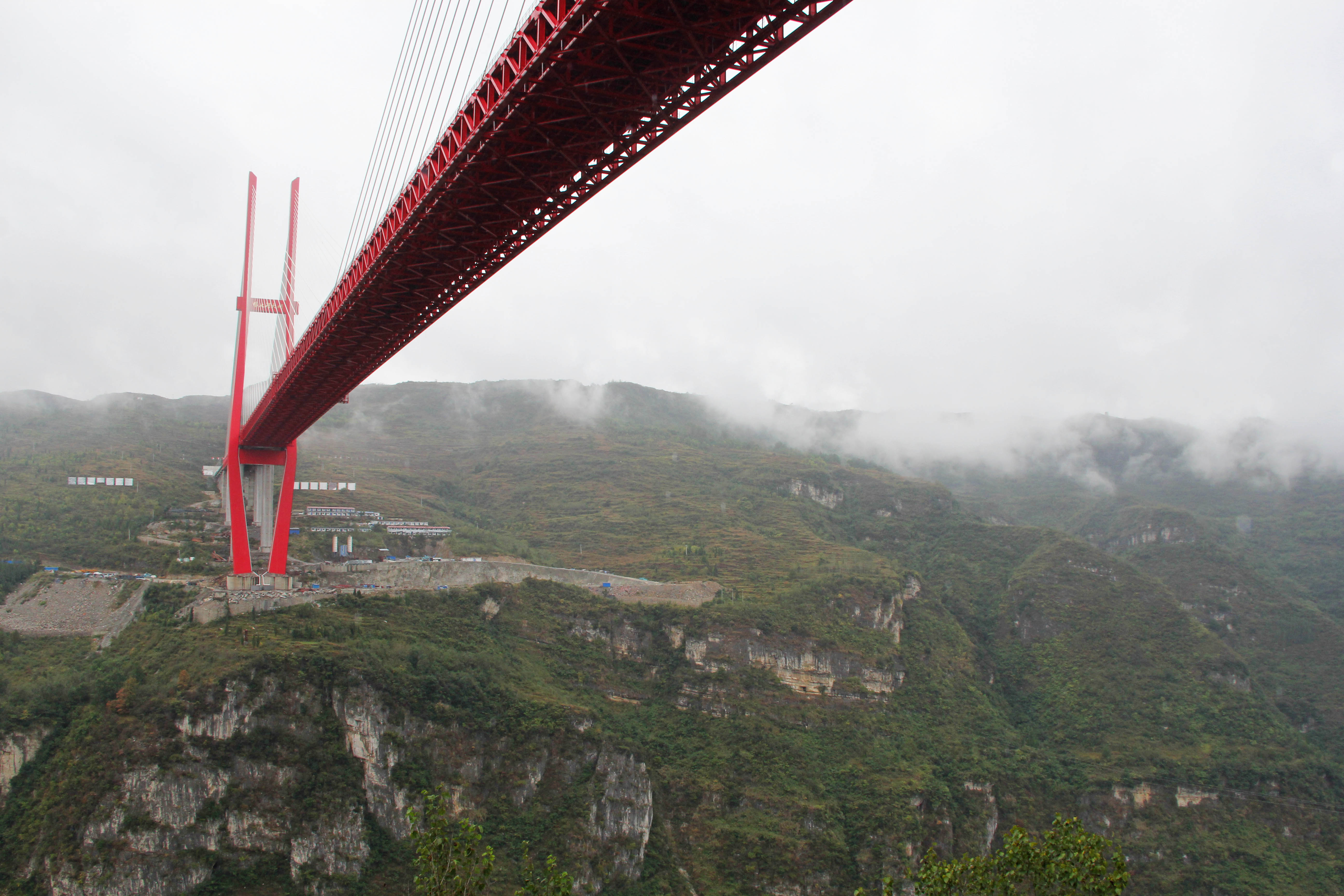
貴黔高速道路鴨池河大橋

### 航空
- 畢節飛雄空港（中国語版）

### 鉄道
- 中国国家鉄路集団
  - 成貴旅客専用線
  - 隆黄線
  - 織納線

### 道路
- 高速道路
  - 杭瑞高速道路
  - 厦蓉高速道路
  - 渝昆高速道路
  - 都香高速道路
  - S20 畢威高速道路
  - S30 江黔高速道路
  - S55 遵望高速道路
  - S79 畢鎮高速道路
  - S82 貴黔高速道路・黔大高速道路
- 国道
  - G213国道
  - G321国道
  - G326国道